# Tak czy nie?
Tak czy nie? – polski serial kryminalno-obyczajowy w reżyserii Ryszarda Bugajskiego (który jest też współautorem scenariusza) jednocześnie pierwszy polski serial interaktywny, emitowany w niedziele o 20.15 od 19 października 2003 do 4 stycznia 2004 w TVP1.

## O serialu
Pomysł produkcji zaczerpnięto ze szwedzkiego serialu interaktywnego, jednakże scenariusz został napisany z myślą o polskich widzach i dostosowany do naszych realiów.
Na końcu każdego odcinka stawiano pytanie, na które odpowiedź brzmiała "tak" lub "nie". Widzowie mogli ją wybrać, a w przypadku poprawnej odpowiedzi – wygrać nagrodę. Odpowiedź na postawione pytanie można było wysnuć z informacji zawartych w odcinku, nie zawsze jednak sprawy wyglądały tak, jak mogło się wydawać. Można też było sięgnąć do "materiału dowodowego" zamieszczonego na stronie serialu (obecnie strona usunięta), gdzie znajdowały się informacje dodatkowe.
W serialu najwyraźniejsze są dwa wątki:
- obyczajowy – związany z perypetiami rodziny Melanowskich;
- kryminalny – poszukiwanie odpowiedzi na pytanie: kto jest odpowiedzialny za tragiczny wypadek Sławomira Melanowskiego?

## Postacie serialu
- Sławomir Melanowski (Bogusław Linda) – prezes firmy "TCN"
- Anna Melanowska (Małgorzata Zajączkowska) – była żona Sławomira, matka Adama
- Karolina Melanowska (Agnieszka Warchulska) – żona Sławomira
- Agnieszka Kłosowska (Renata Gabryjelska) – siostra Karoliny, matka Sławusia
- Tomasz Rutkowski (Szymon Bobrowski) – prawnik, współpracownik Melanowskiego, kochanek Agnieszki
- Andrzej Dembicki (Krzysztof Globisz) – właściciel firmy optycznej, kochanek Karoliny Melanowskiej
- Adam Melanowski (Maciej Marczewski) – syn Sławomira
- Jerzy Barniłowski (Krzysztof Kolberger) – były wspólnik Melanowskiego
- Basia Barniłowska (Weronika Rosati) – córka Jerzego
- Zofia Strzelczyk (Małgorzata Niemirska) – księgowa w firmie Melanowskiego
- Narrator (Bronisław Cieślak)

oraz:
- Witek Brzeski (Jerzy Braszka) – naczelnik wydziału śledczego prowadzącego sprawę Melanowskiego, przyjaciel Jerzego Barniłowskiego
- Wdowczak (Mirosław Jękot) – starszy aspirant prowadzący śledztwo
- Izabela Laskoska (Monika Jarosińska) – policjantka w stopniu młodszego aspiranta
- Sławuś (Dawid Łepkowski) – "wnuk" Melanowskiego, w rzeczywistości jego syn
- Roman Jakubowski (Emil Karewicz) – ojciec Anny Melanowskiej
- Pani Rysia (Wiesława Niemyska) – gosposia Melanowskich
- Marta (Beata Paluch) – sekretarka Melanowskiego
- Grzegorz (Waldemar Błaszczyk) – ochroniarz
- Ireneusz Strzałkowski "Strzałka" (Janusz Chabior) – człowiek Dembickiego
- Leszek Rybicki (Przemysław Bluszcz) – człowiek Dembickiego
- Lekarka (Aleksandra Justa) – lekarka opiekująca się cierpiącym na amnezję Melanowskim
- Adwokat Dembickiego 1 (Piotr Grabowski)
- Adwokat Dembickiego 2 (Zbigniew Kozłowski)
- Sternik (Grzegorz Klimera)

## Informacje dodatkowe
- Zdjęcia plenerowe realizowano w Katowicach, Sosnowcu i wrocławskim zoo.
- Piosenkę tytułową zaśpiewały Maryla Rodowicz i Joanna Zagdańska.

## Obsada w poszczególnych odcinkach
| Numer odcinka | Scenariusz                                                                         | Ekipa aktorska |
| ------------- | ---------------------------------------------------------------------------------- | --- |
| 1             | Ryszard Bugajski Marcin Strzelecki                                                 | Tomasz Augustynowicz, Waldemar Błaszczyk, Szymon Bobrowski, Bronisław Cieślak, Magdalena Dąbrowska, Renata Gabryjelska, Maciej Jackowski, Monika Jarosińska, Mirosław Jękot, Emil Karewicz, Krzysztof Kolberger, Tomasz Krzemieniecki, Marcin Kuźmiński, Bogusław Linda, Dawid Łepkowski, Tadeusz Łomnicki, Maciej Marczewski, Małgorzata Niemirska, Wiesława Niemyska, Beata Paluch Adrian Piontek, Weronika Rosati, Feliks Szajnert, Agnieszka Warchulska, Małgorzata Zajączkowska |
| 2             | Ryszard Bugajski Paweł Jurek Marcin Strzelecki                                     | Dominika Bednarczyk, Szymon Bobrowski, Jerzy Braszka, Bronisław Cieślak, Renata Gabryjelska, Monika Jarosińska, Maciej Jackowski, Mirosław Jękot, Emil Karewicz, Krzysztof Kolberger, Bogusław Linda, Dawid Łepkowski, Maciej Marczewski, Małgorzata Niemirska, Wiesława Niemyska, Beata Paluch, Adrian Piontek, Weronika Rosati, Maciej Słota, Agnieszka Warchulska, Tadeusz Wieczorek, Małgorzata Zajączkowska                                                                     |
| 3             | Ryszard Bugajski Agnieszka Kuszewicz Marcin Strzelecki                             | Dominika Bednarczyk, Szymon Bobrowski, Jerzy Braszka, Bronisław Cieślak, Magdalena Dąbrowska, Renata Gabryjelska, Krzysztof Globisz, Monika Jarosińska, Mirosław Jękot, Emil Karewicz, Krzysztof Kolberger, Bogusław Linda, Dawid Łepkowski, Krzysztof Łukaszewicz, Maciej Marczewski, Małgorzata Niemirska, Wiesława Niemyska, Beata Paluch, Adrian Piontek, Weronika Rosati, Agnieszka Warchulska, Małgorzata Zajączkowska                                                         |
| 4             | Ryszard Bugajski Katarzyna Kochmańska-Saciłowska Marcin Strzelecki                 | Waldemar Błaszczyk, Szymon Bobrowski, Jerzy Braszka, Bronisław Cieślak, Renata Gabryjelska, Krzysztof Globisz, Mirosław Jękot, Alina Kamińska, Emil Karewicz, Krzysztof Kolberger, Tomasz Krzemieniecki, Bogusław Linda, Dawid Łepkowski, Maciej Marczewski, Małgorzata Niemirska, Wiesława Niemyska, Adrian Piontek, Weronika Rosati, Agnieszka Warchulska, Małgorzata Zajączkowska                                                                                                 |
| 5             | Ryszard Bugajski Agnieszka Olejnik Marcin Strzelecki                               | Szymon Bobrowski, Jerzy Braszka, Janusz Chabior, Bronisław Cieślak, Renata Gabryjelska, Krzysztof Globisz, Monika Jarosińska, Mirosław Jękot, Emil Karewicz, Krzysztof Kolberger, Bogusław Linda, Dawid Łepkowski, Maciej Marczewski, Małgorzata Niemirska, Wiesława Niemyska, Beata Paluch, Adrian Piontek, Weronika Rosati, Urszula Sadowińska, Agnieszka Warchulska, Małgorzata Zajączkowska                                                                                      |
| 6             | Ryszard Bugajski Katarzyna Kochmańska-Saciłowska Marcin Strzelecki                 | Waldemar Błaszczyk, Szymon Bobrowski, Jerzy Braszka, Janusz Chabior, Bronisław Cieślak, Renata Gabryjelska, Krzysztof Globisz, Monika Jarosińska, Mirosław Jękot, Emil Karewicz, Krzysztof Kolberger, Bogusław Linda, Dawid Łepkowski, Maciej Marczewski, Małgorzata Niemirska, Wiesława Niemyska, Beata Paluch, Adrian Piontek, Weronika Rosati, Agnieszka Warchulska, Małgorzata Zajączkowska                                                                                      |
| 7             | Ryszard Bugajski Katarzyna Kochmańska-Saciłowska Marcin Strzelecki                 | Przemysław Bluszcz, Szymon Bobrowski, Jerzy Braszka, Janusz Chabior, Bronisław Cieślak, Renata Gabryjelska, Krzysztof Globisz, Maciej Jackowski, Monika Jarosińska, Mirosław Jękot, Aleksandra Justa, Alina Kamińska, Emil Karewicz, Krzysztof Kolberger, Bogusław Linda, Agnieszka Mandat, Maciej Marczewski, Wiesława Niemyska, Adrian Piontek, Weronika Rosati, Agnieszka Warchulska, Małgorzata Zajączkowska                                                                     |
| 8             | Ryszard Bugajski Paweł Jurek Marcin Strzelecki                                     | Przemysław Bluszcz, Waldemar Błaszczyk, Szymon Bobrowski, Jerzy Braszka, Janusz Chabior, Bronisław Cieślak, Renata Gabryjelska, Krzysztof Globisz, Monika Jarosińska, Mirosław Jękot, Grzegorz Juras, Aleksandra Justa, Emil Karewicz, Bogusław Linda, Dawid Łepkowski, Maciej Marczewski, Małgorzata Niemirska, Adrian Piontek, Weronika Rosati, Sławomir Sośnierz, Agnieszka Warchulska, Małgorzata Zajączkowska                                                                   |
| 9             | Ryszard Bugajski Paweł Jurek Marcin Strzelecki                                     | Szymon Bobrowski, Jerzy Braszka, Bronisław Cieślak, Renata Gabryjelska, Krzysztof Globisz, Monika Jarosińska, Mirosław Jękot, Krzysztof Kolberger, Bogusław Linda, Dawid Łepkowski, Maciej Marczewski, Małgorzata Niemirska, Wiesława Niemyska, Beata Paluch, Adrian Piontek, Weronika Rosati, Agnieszka Warchulska, Małgorzata Zajączkowska |
| 10            | Ryszard Bugajski Sylwia Pakulska Marcin Strzelecki                                 | Szymon Bobrowski, Jerzy Braszka, Bronisław Cieślak, Renata Gabryjelska, Krzysztof Globisz, Piotr Grabowski, Monika Jarosińska, Mirosław Jękot, Krzysztof Kolberger, Zbigniew Kozłowski, Bogusław Linda, Dawid Łepkowski, Maciej Marczewski, Małgorzata Niemirska, Beata Paluch, Adrian Piontek, Weronika Rosati, Agnieszka Warchulska, Małgorzata Zajączkowska |
| 11            | Ryszard Bugajski Katarzyna Kochmańska-Saciłowska Marcin Strzelecki                 | Szymon Bobrowski, Bronisław Cieślak, Renata Gabryjelska, Monika Jarosińska, Mirosław Jękot, Emil Karewicz, Krzysztof Kolberger, Bogusław Linda, Dawid Łepkowski, Maciej Marczewski, Małgorzata Niemirska, Wiesława Niemyska, Adrian Piontek, Weronika Rosati, Urszula Sadowińska, Agnieszka Warchulska, Małgorzata Zajączkowska |
| 12            | Ryszard Bugajski Sylwia Pakulska Katarzyna Kochmańska-Saciłowska Marcin Strzelecki | Waldemar Błaszczyk, Szymon Bobrowski, Jerzy Braszka, Bronisław Cieślak, Renata Gabryjelska, Monika Jarosińska, Mirosław Jękot, Grzegorz Juras, Emil Karewicz, Krzysztof Kolberger, Tomasz Krzemieniecki, Bogusław Linda, Katarzyna Litwin, Dawid Łepkowski, Maciej Marczewski, Małgorzata Niemirska, Antoni Ostrouch (Bogucki, szef MON), Beata Paluch, Adrian Piontek, Weronika Rosati, Agnieszka Warchulska, Małgorzata Zajączkowska                                               |